# Cuneus (protista)
Cuneus es un género de foraminífero bentónico de la familia Turrilinidae, de la superfamilia Turrilinoidea, del suborden Buliminina y del orden Buliminida. Su especie tipo es Tritaxia minuta. Su rango cronoestratigráfico abarca desde el Coniaciense (Cretácico superior) hasta el Paleoceno.

## Discusión
Clasificaciones previas incluían Cuneus en el suborden Rotaliina del orden Rotaliida.

## Clasificación
Cuneus incluye a las siguientes especies:
- Cuneus bacillumus †
- Cuneus buliminoides †
- Cuneus minuta †
- Cuneus nasutum †
- Cuneus paleocenicus †
- Cuneus paleoceniformis †
- Cuneus triangularis †